# Листки искусства
«Листки искусства», или «Страницы для искусства» (нем. Blätter für die Kunst) — немецкий литературный журнал, объединявший писателей антиреалистического направления в немецкой литературе. Придерживался концепции «искусство ради искусства» и предназначался «для закрытого круга читателей, составленного по приглашениям постоянных членов».

## История
Журнал был основан в 1892 году Стефаном Георге (им же редактировался) и издавался Карлом Августом Кляйном. Журнал выходил вплоть до 1919 года и отпечатывался в частной типографии. Тираж варьировался от 100 до 2000 экземпляров. Самые первые выпуски распространялись в трех избранных книжных магазинах Берлина, Вены и Парижа. В журнале печатались произведения Стефана Георге и его друзей.
Писатели, сотрудничавшие с журналом, подчёркивали изолированность его от широкой публики, исключительность и избранность. С самых первых выпусков Георге привлёк к сотрудничеству как молодых, так и опытных писателей и поэтов. Помимо самого Георге, наибольший вклад в развитие журнала внёс Гуго фон Гофмансталь, хотя и отношения у них были непростые. С первых лет существования с журналом также сотрудничал Рихард Перлс (Richard Perls), чья поэзия столь популярная при его жизни практически забыта сейчас. На страницах журнала читатели могли познакомиться и с иностранными авторами, например с бельгийским поэтом Полем Жерарди (Paul Gérardy), нидерландским Альбертом Вервеем, и польским поэтом Вацлавом Ролич-Лидером (Wacław Rolicz-Lieder). Позднее с журналом сотрудничали Карл Вольфскель, Макс Даутендей, Леопольд Андриан, а также Эрнст Гардт, Карл Фольмеллер, Фридрих Гундольф.

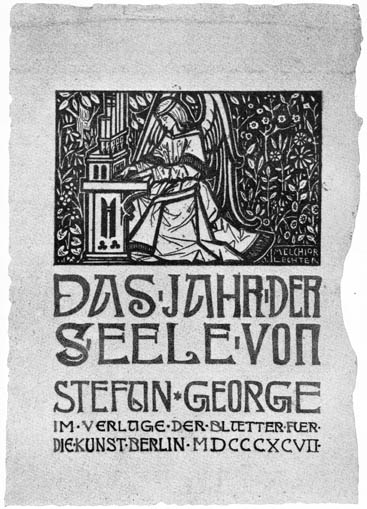
Обложка сборника «Год души» (журнал «Листки искусства», 1897)

## Концепция журнала
С точки зрения литературы, журнал ориентировался на французский символизм и на его концепцию «искусство для искусства». Подчёркивая необычность и избранность издания, журнал был оригинально оформлен: он выпускался с особенной обложкой, печатался специальным шрифтом, при почти полном отсутствии знаков препинания, а также без полагающихся в немецком языке прописных букв для имён существительных.
Писатели группы Георге протестовали против социальных и политико-демократических тенденций раннего натурализма, они подчёркивали избранность, даже кастовость поэта (в духе Ницше). Искусство признавалось единственным средством, с помощью и через которое можно было познать все мистические стороны жизни, те, что скрыты от непосвящённых.
На страницах журнала нередко можно было прочесть обвинения в вульгарности, критику современного искусства и литературы: «Поэт в Германии исчез, пишут стихи бюргеры, учёные, чиновники и, что хуже всего, литераторы. Там, где реалисты дают часть истины, они всё-таки остаются односторонними. Искусство существует не для голодных тел и не для ожиревших душ. Мы не озабочены мыслью о том, как бы улучшить социальный строй; задача эта не входит в область поэзии. Бывают времена, когда и поэт берётся за оружие и начинает бороться»; над всеми же нашими общественными и партийными распрями он стоит как хранитель священного огня".
Такое понимание поэзии (искусство для искусства) свойственно для довоенных литературных журналов. Непосредственно перед войной в 1913 году в связи с обострением всех противоречий во всех областях жизни общества, «Листки искусства» несколько скорректировали свою эстетическую концепцию — теперь они встали на защиту буржуазной культуры, ранее ими же объявленной вульгарной.